# Chronicon Abbatiae de Evesham
Il Chronicon Abbatiae de Evesham o cronaca dell'abbazia di Evesham, talvolta detta anche solo Cronaca di Evesham, è una cronaca medievale scritta presso ed a proposito delle vicende dell'Abbazia di Evesham in Inghilterra.

## Contenuto e paternità
Lo scritto copre un lungo lasso di tempo relativo alla storia dell'abbazia, dal 714 al 1539, e le prime sessioni dal 714 al 1214 vennero probabilmente composte in gran parte da Tommaso di Marlborough, che ne fu abate dal 1230 al 1236. Un anonimo scrittore continuò il lavoro sino al 1418. Le prime parti della cronaca riguardano San Egwin di Evesham, e vennero probabilmente scritte da un priore della casa religiosa, Domenico, poco prima del 1125. Egwin era stato vescovo di Worcester dove era morto nel 717. Nella cronaca è contenuto anche il racconto della traslazione delle reliquie di Sant'Odulfo e la vita di San Wigstan.
Lo storico R. R. Darlington ha suggerito che il racconto dell'abate Æthelwig possa essere parte della cronaca non scritta da Tommaso, ma anzi che tale racconto sia stato scritto proprio poco dopo la morte di Æthelwig, che avvenne nel 1077 o nel 1078. Lo storico David Knowles ha suggerito invece che il racconto di Æthelwig potrebbe essere stato scritto da Domenico, e comunque sicuramente concorda con Darlington nel ritenere questa sezione spuria rispetto a quella composta da Tommaso. Un ulteriore scrittore anonimo estese la storia degli abati sino al 1539.

## La stampa
Il Chronicon venne dato diverse volte alle stampe, una volta nel 1863 nelle Rolls Series, edite da William Dunn Macray. Quest'edizione è intitolata Chronicon abbatiae de Evesham, ad annum 1418, ma in realtà include la continuazione sino al 1539. Estratti del periodo compreso tra il 1035 ed il 1236 vennero editi da Liebermann nel suo Monumenta Germaniae Historica. Un'altra versione, con la continuazione sino al 1539, venne pubblicata nel 1965 dalla Vale of Evesham Historical Society. Una nuova edizione con le traduzioni di Jane Sayers e Leslie Watkiss è stata pubblicata nel 2003.

### Edizioni
- Sayers, Jane e Leslie Watkiss (ed. e trad.). Thomas of Marlborough: History of the Abbey of Evesham. Oxford Medieval Texts. Oxford: Clarendon Press, 2003.
- Macray, W.D. (ed.). Chronicon abbatiae de Evesham, ad annum 1418. Rolls Series 29. London, 1863. [Appendix I: Translation and miracles of St. Odulph, and Life of St Wigstan; Appendix II: Continuation] Available from Google Books here and here.